# Йорк (окръг, Пенсилвания)
Вижте пояснителната страница за други значения на Йорк.
Окръг Йорк (на английски: York County) е окръг в щата Пенсилвания, Съединени американски щати. Площта му е 2357 km², а населението - 446 048 души (2017). Административен център е град Йорк.